# Салфер-Спрінґс (Техас)
Салфер-Спрінгс (англ. Sulphur Springs) — місто (англ. city) в США, в окрузі Гопкінс штату Техас. Населення — 15 941 особа (2020).

## Географія
Салфер-Спрінгс розташований за координатами 33°8′35″ пн. ш. 95°36′53″ зх. д. / 33.14306° пн. ш. 95.61472° зх. д. (33.143108, -95.614702).  За даними Бюро перепису населення США в 2010 році місто мало площу 61,16 км², з яких 52,37 км² — суходіл та 8,79 км² — водойми.

## Демографія
Згідно з переписом 2010 року, у місті мешкало 15 449 осіб у 5959 домогосподарствах у складі 3987 родин. Густота населення становила 253 особи/км².  Було 6654 помешкання (109/км²).
Расовий склад населення:
| - 75,1 % — білих - 12,7 % — чорних або афроамериканців - 0,5 % — корінних американців - 0,5 % — азіатів - 0,1 % — вихідців з тихоокеанських островів - 8,3 % — осіб інших рас |

До двох чи більше рас належало 2,8 %. Частка іспаномовних становила 15,9 % від усіх жителів.
За віковим діапазоном населення розподілялося таким чином: 26,0 % — особи молодші 18 років, 58,5 % — особи у віці 18—64 років, 15,5 % — особи у віці 65 років та старші. Медіана віку мешканця становила 36,2 року. На 100 осіб жіночої статі у місті припадало 91,8 чоловіків;  на 100 жінок у віці від 18 років та старших — 87,9 чоловіків також старших 18 років.
Середній дохід на одне домашнє господарство  становив 53 992 долари США (медіана — 38 000), а середній дохід на одну сім'ю — 62 516 доларів (медіана — 45 548). Медіана доходів становила 37 583 долари для чоловіків та 30 373 долари для жінок. За межею бідності перебувало 24,7 % осіб, у тому числі 37,6 % дітей у віці до 18 років та 12,0 % осіб у віці 65 років та старших.
Цивільне працевлаштоване населення становило 6708 осіб. Основні галузі зайнятості: освіта, охорона здоров'я та соціальна допомога — 21,8 %, роздрібна торгівля — 14,0 %, виробництво — 12,1 %.